# Chickaloon (Alaska)
Pour les articles homonymes, voir Chickaloon.
Chickaloon est une ville d'Alaska aux États-Unis dans le borough de Matanuska-Susitna. Elle fait partie de la zone statistique métropolitaine d'Anchorage et avait une population de 272 habitants en 2010. Elle est située au kilomètre 123 de la Glenn Highway.

## Situation - climat
Elle est située au nord-est de Sutton Alpine, en bordure des montagnes Talkeetna et des montagnes Chugash, à proximité de la rivière Matanuska, dont les affluents principaux sont la rivière Chickaloon et la rivière King. Il y a de nombreux lacs dans cette zone, comme Ish Lake, Drill Lake, Bonnie Lake, Harrison Lake, et Long Lake.
Les températures moyennes de janvier vont de −34 °C à 4 °C et de 4 °C à 29 °C en juillet.

## Histoire
La région de Chickaloon est depuis longtemps un lieu de commerce et d'échange pour le cuivre, les moutons, les chèvres, les saumons et les fourrures provenant du sud. Le peuple Dena'ina se déplaçait beaucoup sur la rivière Copper et dans la zone du golfe de Cook. Ce qui est actuellement la ville de Chickaloon était auparavant un camp de pêche appelé Nay'dini'aa Na'. En 1898 une exploration militaire découvrit du charbon près de la rivière Chickaloon. Le minerai était difficile à extraire, et surtout à transporter jusqu'à l'ouverture du chemin de fer de l'Alaska. Mais le gisement fut vite épuisé, et l'exploitation cessa en 1925.
Actuellement, les habitants travaillent à Palmer et à Wasilla, ou exploitent des commerces et autres hébergements pour les touristes.

## Démographie
| 1930 | 1940 | 1960 | 1990 | 2000 | 2010 |
| ---- | ---- | ---- | ---- | ---- | ---- |
| 28   | 11   | 43   | 145  | 213  | 272  |

## Sources et références
- (en) CIS

1. ↑  « Statistiques des États-Unis - Alaska - Profils des communautés de 2010 » (consulté en novembre 2020)